# Louis B. Mayer
Louis Burt Mayer (Dymer, 12 juli 1884 – Los Angeles, 29 oktober 1957) was een Amerikaanse filmproducent van Joodse komaf.
Mayer werd als Lazar Meir geboren in Dymer, een gemeente in de omgeving van Kiev, in het Russische keizerrijk (nu in Oekraïne). 
Hij was een van de beroemdste filmproducers en -magnaten uit de geschiedenis van Hollywood. Hij staat bekend als de initiator van het sterrensysteem binnen Metro-Goldwyn-Mayer. Zijn strakke bewind daar leidde ertoe dat MGM een van de grootste filmstudio's van zijn tijd werd. Hij geloofde in "een volledig pakket van entertainment" en ging erg ver om 'meer sterren bijeen te brengen dan er in de hemel zijn'.
Alhoewel hij geboren is als Lazar Meir (Russisch: Лазарь Меир), benadrukte hij altijd dat hij te allen tijde aangesproken en geciteerd wilde worden onder de naam Louis B. Mayer (of in het kort L.B.).
Mayer overleed in 1957 op 73-jarige leeftijd aan leukemie.